# Associação Caxias do Sul de Futsal
La Associação Caxias do Sul de Futsal, nota semplicemente come Caxias Futsal è una società brasiliana di calcio a 5.

## Storia
Fondata il 1º gennaio 1999 a Caxias do Sul come squadra della locale università (UCS, Universidade de Caxias do Sul), partecipa dal 2000 alla massima divisione brasiliana, la Liga Futsal con risultati di buon livello: è giunta due volte quinta nel 2001 e 2004, ed una volta sesta nel 2005, la sua peggiore stagione però è stata proprio il 2006 quando i bianchi sono giunti sedicesimi. La giovane squadra di Caxias do Sul, presieduta da Mauro Amâncio da Silva, non ha vinto nessun tipo di trofeo di livello nazionale, se si esclude un campionato gaucho under 20 nel 2006.

## Rosa 2007
| N° | Naz.               | Ruolo      | Sportivo                                        |  |  |  |
| -- | ------------------ | ---------- | ----------------------------------------------- |  |  |  |
| 1  | Brasile (bandiera) | Portiere   | Jonatan André de Melo (Jonatan)                 |  |  |  |
| 2  | Brasile (bandiera) | Pivot      | Diego César Nascimento da Costa (Diego César)   |  |  |  |
| 3  | Brasile (bandiera) | Difensore  | Fernando Amaral Hofmann (Fernandinho)           |  |  |  |
| 4  | Brasile (bandiera) | Esterno    | Edmilson Martins Correa (Bella)                 |  |  |  |
| 5  | Brasile (bandiera) | Esterno    | Alisson Pedro Silva de Lima (Alisson)           |  |  |  |
| 7  | Brasile (bandiera) | Esterno    | Alexandro Ribeiro Cardoso (Bebeto)              |  |  |  |
| 8  | Brasile (bandiera) | Difensore  | Ricardo Di Izeppe (Ricardinho)                  |  |  |  |
| 10 | Brasile (bandiera) | Esterno    | Hugo Rocha Velloso (Hugo)                       |  |  |  |
| 11 | Brasile (bandiera) | Esterno    | Gildemário Martins da Silva (Gil)               |  |  |  |
| 12 | Brasile (bandiera) | Difensore  | Marcelo Rodrigues Barro (Barro)                 |  |  |  |
| 13 | Brasile (bandiera) | Pivot      | César Paulo Lopes Cardoso Campos (César Paulo)  |  |  |  |
| 14 | Brasile (bandiera) | Difensore  | André Demétrio da Silva (Indio)                 |  |  |  |
| 16 | Brasile (bandiera) | Difensore  | Rafael Yoshio Sakai (Sakai)                     |  |  |  |
| 17 | Brasile (bandiera) | Portiere   | Luiz Henrique Silveira Couto (Bagé)             |  |  |  |
| 18 | Brasile (bandiera) | Esterno    | Marcio Bandeira Rodrigues (Xoxo)                |  |  |  |
| 19 | Brasile (bandiera) | Portiere   | Bazilio Silveira Payhani Junior (Bazilio)       |  |  |  |
| 20 | Brasile (bandiera) | Esterno    | Rodrigo Bizzarri Cerqueira (Esquerda)           |  |  |  |
| 21 | Brasile (bandiera) | Esterno    | Caio Takeo Kumahara (Caio Takeo)                |  |  |  |
| 22 | Brasile (bandiera) | Pivot      | Carlos André Alves do Nascimento (Carlos André) |  |  |  |
| 23 | Brasile (bandiera) | Esterno    | Marcio Gleyson Leandro da Silva (Gleyson)       |  |  |  |
| 25 | Brasile (bandiera) | Esterno    | Bruno Rocha Braga Cavalcante (Bruno)            |  |  |  |
| 26 | Brasile (bandiera) | Difensore  | Marcos Antonio dos Santos Duarte (Marquinhos)   |  |  |  |
|    | Brasile (bandiera) | Allenatore | Sérgio Luiz Schiochet (Serginho)                |  |  |  |